# Burghers portugueses
Os burghers portugueses são um grupo étnico do Seri Lanca, de ascendência portuguesa e cingalesa. São católicos e falam a língua indo-portuguesa do Sri Lanka, um crioulo baseado no português.

## Origem
Os burghers portugueses são descendentes de mestiços do Seri Lanca, de antepassados portugueses e cingaleses (tanto de pai português e mãe cingalesa como mãe de origem portuguesa e pai cingalês) que surgiram no século XVI, após os exploradores portugueses terem encontrado a rota do Atlântico para o oceano Índico.
Em 1505 Os portugueses foram os primeiros europeus a chegar o Seri Lanca, quando Lourenço de Almeida aí aportou. Ocuparam a cidade de Cota, fundaram a cidade de Colombo em 1517, e gradualmente estenderam seu controle pelas áreas costeiras, estabelecendo o então chamado Ceilão). Muitos cingaleses se converteram ao cristianismo. Em 1638 os neerlandeses atacaram e em 1656 tomaram Colombo. Como resultado do domínio neerlandês, mestiços de holandeses e cingaleses, conhecidos como burghers existem até hoje no país, tal como muitas famílias com nomes de família de origem portuguesa.
Quando os neerlandeses invadiram a costa do Seri Lanca, os descendentes de portugueses refugiaram-se nas montanhas centrais do reino de Kandyan, que estava sob poder cingalês. Ao longo do tempo, descendentes de neerlandeses e de portugueses casaram entre si.
Apesar de a língua portuguesa ser proibida durante o domínio neerlandês, estava tão difundida como língua franca do Índico e a comunidade lusófona era tal que até estes começaram a falar português. No século XVIII, a comunidade eurasiática (uma mistura de portugueses e neerlandeses com cingaleses e tâmeis), conhecida como burgher, cresceu, falando português ou neerlandês.
Apesar da desvantagem socio-económica, os burghers portugueses mantiveram a sua identidade cultural portuguesa, professando o cristianismo e falando um crioulo de base portuguesa. O crioulo português continuou a ser usado entre as famílias burghers neerlandesas como língua informal até ao fim do século XIX. Em Baticaloa, a União Católica Burgher veio reforçar a comunidade.

## Atualidade
No Seri Lanca de hoje o crioulo limita-se à linguagem falada. A maioria dos falantes são os burghers da província oriental, em Baticaloa e Triquinimale. Atualmente o inglês tornou-se a língua comum, com o cingalês ensinado nas escolas como segunda língua. De influência portuguesa existem ainda os cafrinhas ou kaffir do Seri Lanca, uma comunidade de origem africana, na província do noroeste Putalão, originalmente trazidos por portugueses, neerlandeses e ingleses para trabalhar no Seri Lanca, e que mantêm assumidamente uma cultura e religião portuguesas.
No Censo de 1981 os Burghers (holandeses e portugueses) contavam cerca de 40.000 (0,3% da população total do Seri lanca). Muitos burghers emigraram para outros países. Existem ainda 100 famílias em Baticaloa e Triquinimale e 80 famílias Kaffir em Putalão que falam o crioulo português. Numerosos apelidos de origem portuguesa permanecem até hoje, como Perera, Pereira, Abreu, Salgado, Fonseca, Fernando, Rodrigo e Silva, que se tornaram parte da cultura do Seri Lanca. A população Burgher no mundo será de 100.000 aproximadamente, concentrada sobretudo no Reino Unido, Canadá, Austrália e Nova Zelândia.